# St. Ulrich bei Steyr
St. Ulrich bei Steyr, Sankt Ulrich bei Steyr – gmina w Austrii, w kraju związkowym Górna Austria, w powiecie Steyr-Land, liczy 3014 mieszkańców (1 stycznia 2015).

## Współpraca
Miejscowość partnerska:
- Postbauer-Heng